# ポーリング (情報)
ポーリング（polling）とは、通信やソフトウェアにおいて、競合を回避したり、送受信の準備状況を判断したり、処理を同期したりするために、複数の機器やプログラムに対して順番に定期的に問い合わせを行い、一定の条件を満たした場合に送受信や処理を行う通信及び処理方式のことである。
ポーリングが使用される状況は、主として次のようなものがある。
複数のクライアントが接続している場合
この場合競合を防ぐため、ホストはクライアントへ順番に送信すべきデータがあるか問い合わせ、あれば一定の時間内でのデータの送信許可を出す。
クライアントが単一であっても、能動的な送信能力を持たない場合
この場合クライアントは、自分からホストへ処理の経過や完了を知らせることができないので、ホストの側が定期的にクライアントに処理が完了したかどうかの状況を問い合わせる必要がある。この完了待ちの状態をポーリングと呼ぶ。